# Prosoplus samoanus
Prosoplus samoanus là một loài bọ cánh cứng trong họ Cerambycidae.